# لوند خال‌گوشی
لوند خال‌گوشی (نام علمی: Lophornis gouldii) نام یک گونه از سرده لوندها است.